# Opacifrons caelobata
Opacifrons caelobata är en tvåvingeart som först beskrevs av Arnold Spuler 1924.  Opacifrons caelobata ingår i släktet Opacifrons och familjen hoppflugor.
Artens utbredningsområde är Washington. Inga underarter finns listade i Catalogue of Life.